# Fernanda Mistral
Edith Dolly Peruyera, conocida popularmente como Fernanda Mistral (14 de septiembre de 1934) es una actriz de cine, teatro y televisión argentina.  
Desde muy joven comenzó una carrera artística que continúa hasta el presente en su país y en España. Incursionó en cine, radio, televisión, teatro, fotonovelas e incluso condujo junto a Lucho Avilés el ciclo MujerVisión por ATC en 1980. 

## Biografía
A los 7 años empezó a estudiar teatro en la Escuela Infantil del Teatro Labardén teniendo como compañeros a Augusto Fernandez, Margarita Fernandez, Pepe Novoa y Dorys del valle. Cuando egresó, ya con 13 años, estudió en la Escuela Nacional de Danza del Teatro Nacional Cervantes, y en el Conservatorio Nacional de Arte Dramático, que estaba dirigido por Antonio Cunill Cabanellas. En 1949, cuando tenía 15 años, acompañó a una amiga a una prueba, el director le ofreció que repitiera una letra, le satisfizo y tuvo su primer papel en Suburbio, de León Klimovsky, con Pedro López Lagar.

### Cine
Realizó trabajos con importantes directores como "BARRIO GRIS" y "EL CURANDERO" de  Mario Soffici, "CAMPO ARADO" (Fleider), "PAULA CAUTIVA" (Ayala), "LA RAULITO" de Lautaro Murúa, el icono de los años sesenta "LOS VENERABLES TODOS" Manuel Antín, "LA BUENA VIDA" René Mugica, "LA NOVIA" (Arancibia), "LOS INOCENTES" (España, Juan Antonio Bardem), "LOS ENEMIGOS" (Calcagño), "¿QUÉ ES EL OTOÑO?" (Kohon), "EL SOLTERO" (Borcosque), "SIMPLEMENTE MARÍA" (Bellomo), "LA PARTE DEL LEÓN" de Adolfo Aristarain, "LUCÍA" (EE. UU. Dick Ross), "MATE COSIDO" Y "RUMBOS MALDITOS" (Italia Goofredo Alessandrini), "KAMCHATKA" (Piñeyro) entre otros. Su último trabajo en cine fue en España "INSTRUCCIONES PARA UNA NUEVA VIDA" (Jordal Le Fou).

### Radio
Su voz la llevó por muchos años a trabajar en radio junto a Alberto Argibay. Premiada por Argentores en 1963 por "CIRUJANOS DEL ALMA". Trabajó también en el "GRAN TELETEATRO DE LA TARDE" con Aída Luz e Ignacio Quiroz, y dirección de Antuco Telesca. En el año 2016 fue premiada por trayectoria  radio  con el premio Sussini.

### Teatro
Al mismo tiempo trabajaba en teatro en diversas obras que abarcaban desde: "A PUERTA CERRADA" de Jean Paul Sartre, "SEIS PERSONAJES EN BUSCA DE AUTOR" de Luiggi Pirandello, "RINOCERONTE" de Eugene Ionesco, "CAPÍTULO SEGUNDO" de Neil Simon, "LAS BRUJAS DE SALEM" y "DESPUÉS DE LA CAÍDA" de Arthur Miller, "EL TIGRE Y LOS DACTILÓGRAFOS" de M. Schisgal, "ROMEO Y JULIETA" de William Shakespeare, "HOMENAJE" de Bernard Slade, "COMEDIA NEGRA" de Shaffer, "LOS DÍAS FELICES" de Puget, "EL TALLER DEL ORFEBRE" de Juan Pablo II, "EL DISCÍPULO DEL DIABLO" de Bernard Shaw. Interpretó la hermana de Mirtha Legrand en "CONSTANCIA" (de Maugham), hasta "NOSOTRAS QUE NOS QUEREMOS TANTO", "FLORES DE ACERO" y "BRUJAS".
En 1976 personificó a la sádica enfermera de "ATRAPADO SIN SALIDA" junto a Rodolfo Beban.
Su último trabajo fue "DESPEDIDA EN PARÍS" donde interpretó a la gran actriz francesa Sara Bernhardt.
En 1995 obtuvo el premio "Estrella de mar" por su rol de la nodriza en Romeo y Julietta. En el 2017 la Casa del Teatro  le otorga el premio "Florencio Sanchez".

### Televisión
Pionera  en televisión, en 1953 protagonizó un teleteatro "EL HOMBRE DE AQUELLA NOCHE" con Juan José Miguez. En 1959 acompaña a Narciso Ibáñez Menta en "DOCTOR JEKILL Y MR. HYDE". en 1958 participo de la miniserie "MAS ALLA DEL COLOR :LA VIDA DE GAUGUIN Y DEGAS " junto a Narciso Ibañez Menta, Narciso Ibañez Serrador y Fernando Heredia. Ese mismo año actua los sabados por la noche en "TELETEATRO DE BOLSILLO " junto a Roberto Escalada y Ricardo Castro Rios.  Fue la protagonista del primer programa de canal 9  "MUJERCITAS" en 1960. Descolló en "OCHO ESTRELLAS EN BUSCA DEL AMOR", donde se realizaban obras de la literatura universal como Madame Bovary, Madame Buterfly, Sinfonia Pastoral, Arco de triunfo, Mujercitas, Lo que el viento se llevò etc. También por Canal 9 otro éxito fue "MAYSON POLYANA" con Aída Luz,Ignacio Quiroz y Perla Santalla. "TELETEATRO DE CELIA ALCÁNTARA". Recordándose su labor en "EL HOMBRE QUE VOLVIÓ DE LA MUERTE" y "PACTO CON LOS BRUJOS" que fuera protagonizada por Narciso Ibáñez Menta, así como en populares telenovelas como "CUATRO HOMBRES PARA EVA" (1971), telenovelas de Alberto Migre "POBRE DIABLA" (1973), "DOS A QUERERSE" (1974), "PIEL NARANJA" (1975), "EL RAFA" (1997) o "MUÑECA BRAVA" (1999). Protagonizó muchos unitarios como en "ALTA COMEDIA" (Separatte Tables, El Poder,La sombra de una mujer etc.), "LAS 24 HORAS" ,"SITUACIÓN LÍMITE"( Los vendedores ambulantes), "ESPECIALES DE ATC" (Los chicos crecen,la primera mentira, los dias de Ana, Ofelia y sus muñecos ), "LA MARCA DEL DESEO" (que fue prohibida por alto contenido erótico, emitida años posteriores), y muchas más. 
En 1978 interpretó magistralmente al ama de llaves en la miniserie "CUMBRES BORRASCOSAS" de Emily Bronte. En 1982 fue la protagonista de la miniserie chilena "LA SEÑORA" de Arturo Moya Grau. Su último trabajo fue "ESTOCOLMO" serie emitida por Netflix.

## Filmografía
| Año  | Título                                     | Personaje               | Notas                               |
| ---- | ------------------------------------------ | ----------------------- | ----------------------------------- |
| 2018 | La abuela electra                          | Electra                 | Cortometraje                        |
| 2008 | Instrucciones para una nueva vida          | July                    |                                     |
| 2002 | Kamchatka                                  | Abuela                  |                                     |
| 1996 | Los inconformes                            | Lidia Sanchez           |                                     |
| 1988 | Tierra fertil                              | Luisa                   |                                     |
| 1984 | Venido a menos                             | Beba                    |                                     |
| 1983 | Testigos                                   | Voz en off              |                                     |
| 1983 | Los enemigos                               | Nelly                   |                                     |
| 1983 | El poder de la censura                     | Cristina                |                                     |
| 1981 | Los chicos crecen                          | Gloria                  | Película para televisión            |
| 1978 | La parte del león                          | Silvia de Di Toro       |                                     |
| 1978 | Nunca dejes de empujar Antonio             | Delia                   | Cortometraje                        |
| 1977 | ¿Qué es el otoño?                          | Andrea                  |                                     |
| 1977 | El soltero                                 | Paola                   |                                     |
| 1975 | La Raulito                                 | La mujer del doctor     |                                     |
| 1974 | Separate Tables                            | Miss Sybil Raillon-Bell | Película para televisión            |
| 1973 | José María y María José: Una pareja de hoy | Ana                     |                                     |
| 1972 | Simplemente María                          | Angelica                |                                     |
| 1971 | El vendedor de ilusiones                   | Carmen                  | Película para televisión            |
| 1969 | Tres tristes gauchos                       | Piggi                   |                                     |
| 1967 | Gente conmigo                              | Bertina                 |                                     |
| 1966 | La buena vida                              | Laura                   |                                     |
| 1965 | Psique y sexo                              | Mujer del pintor        | Episodio: "La estrella del destino" |
| 1964 | El dia nacio viejo                         | Blanca                  |                                     |
| 1964 | Los inocentes                              | Laura Errazquin         |                                     |
| 1963 | Lucía                                      | Lucía                   |                                     |
| 1963 | Paula cautiva                              | Marisa                  |                                     |
| 1962 | Mate Cosido                                | Julia Delgado           |                                     |
| 1962 | Rumbos malditos                            | Susana                  |                                     |
| 1962 | Los venerables todos                       | Dora                    |                                     |
| 1961 | La novia                                   | Luciana                 |                                     |
| 1959 | Campo arado                                | Estela                  |                                     |
| 1959 | Doblemente                                 | Carlota / Carmela       |                                     |
| 1957 | Viernes 10                                 | Trinidad                |                                     |
| 1955 | El curandero                               | Rosa                    |                                     |
| 1954 | Barrio gris                                | Laura                   |                                     |
| 1952 | Las zapatillas coloradas                   | Jacinta                 |                                     |
| 1951 | Suburbio                                   | Lía                     |                                     |

## Televisión
| Año       | Título                                         | Personaje                           |
| --------- | ---------------------------------------------- | ----------------------------------- |
| 2016      | Estocolmo                                      | Josefina                            |
| 2009      | Scusate il disturbo                            | Irene                               |
| 2008      | Socias                                         | Mabel                               |
| 1998-1999 | Muñeca Brava                                   | Luisa Rapallo de Di Carlo           |
| 1998      | La condena de Gabriel Doyle                    | Amanda Kruegger                     |
| 1997      | El Rafa                                        | Amelia                              |
| 1995      | ¡Hola Papi!                                    | Elena                               |
| 1994      | La marca del deseo                             | Ruth Ballester                      |
| 1992      | Encadenada                                     | Isabel Torreto                      |
| 1988      | El resto de la verdad                          | Catalina                            |
| 1987      | Una mujer marcada                              | Verónica Cortes Vda. de Salvatierra |
| 1986      | Agujetas de color de rosa                      | Elvira Morán Vda. de Armendaríz     |
| 1985      | Noches de luna                                 | Lourdes Buendía                     |
| 1984      | Relaciones amargas                             | Irma Ruvalcaba / Irma Conde         |
| 1983      | Ha llegado una intrusa                         | Virginia Montero de Moreno          |
| 1982      | Los cien días de Ana                           | Dora                                |
| 1982      | Felices fiestas                                | Nora                                |
| 1982      | La señora                                      | Karla                               |
| 1982      | Ciclo de Guillermo Bredeston                   | Varios                              |
| 1980-1981 | Hilda                                          | Margarita Igarzábal #1              |
| 1980      | Los especiales de ATC                          | Varios                              |
| 1980      | Las 24 Horas                                   | Varios                              |
| 1978      | Cumbres Borrascosas                            | Nelly Dean                          |
| 1977      | Tu triste historia de amor                     | Esperanza Madrigal / Marta Madrigal |
| 1976      | Pasion y poder                                 | Laura Bracho de Gomez-Luna          |
| 1975      | Teatro como en el teatro                       | Varios                              |
| 1975      | Piel naranja                                   | Cristina                            |
| 1975      | Alta comedia                                   | Varios                              |
| 1974      | Dos a quererse                                 | Dra. Mariana Quesada                |
| 1974      | Casada por poder                               | Ana Laura Mujica                    |
| 1974      | Paulina y Gaviota                              | Sandra Antonelli                    |
| 1973      | Pobre diabla                                   | Emilce Guerrico                     |
| 1973      | Plantea 7                                      | Olga                                |
| 1973      | Tarde de cine y teatro                         | Varios                              |
| 1973      | El hogar que yo robe                           | Elvira Ozuna                        |
| 1972      | La muchacha Preciosa                           | Raquel Albeniz Vda. De San Román    |
| 1971      | Cuatro hombres para Eva                        | Julia                               |
| 1971      | Narciso Ibañez                                 | Analia                              |
| 1971      | Teatro de Verano                               | Varios                              |
| 1971      | Una luz en la ciudad                           | Silvia                              |
| 1970      | Teatro Universal                               | Hedda Gabler                        |
| 1970      | Teleteatro de Celia Alcantara                  | Varios                              |
| 1969      | El hombre que volvió de la muerte              | Erika Ortiz                         |
| 1969      | Un pacto con los brujos                        | Laura                               |
| 1968      | Su comedia favorita                            | Varios                              |
| 1968      | Por tu amor y el mar                           | Camila Lombardo                     |
| 1967      | Perdidamente                                   | Marcia Landeros                     |
| 1967      | La venganza                                    | Valentina Santibáñez de Narváez     |
| 1965-1966 | Teleteatro del sabado                          | Varios                              |
| 1965      | Mayson Polyana                                 | Paula Mendel                        |
| 1964-1965 | Ocho estrellas en busca del amor               | Varios                              |
| 1964      | El día nació viejo                             | Romina                              |
| 1963      | Historias románticas                           | Varios                              |
| 1963      | Viviana                                        | Mónica Rochill                      |
| 1962      | Morelia                                        | Mireya Vival                        |
| 1961      | Telebiografia                                  | Varios                              |
| 1960      | Hombre que cambió de nombre                    | Viviana                             |
| 1960      | Un angel en el fango                           | Beatriz de la Huerta                |
| 1959      | El callejon del beso                           | Erika                               |
| 1958      | Más allá del color: La vida de Gauguin y Degas | Emilia                              |
| 1956      | Mi patria                                      | Remedios Guedul Beltranejo          |
| 1954-1955 | Juventud nueva                                 | Jackeline de la Peña                |
| 1953      | El hombre de aquella noche                     | Julieta                             |

| Año  | Programa     | Rol        |
| ---- | ------------ | ---------- |
| 1980 | Mujer Visión | Conductora |

## Teatro
- Despedida en París de R. Bambrilla.
- Nosotras que nos queremos tanto.
- Brujas.
- Flores de acero
- Romeo y Julieta de William Shakespeare
- Capítulo segundo de Neil Simon.
- Homenaje de Bernard Slade.
- Constancia de Somerset Maugham.
- A puerta cerrada de Jean-Paul Sartre.
- Seis personajes en busca de un autor de Luigi Pirandello.
- Rinoceronte de Eugène Ionesco.
- El discípulo del Diablo de George Bernard Shaw.
- Las brujas de Salem de Arthur Miller.
- Después de la caída de Arthur Miller.
- El baile de los ladrones de Jean Anouilh.
- Intimidades de la Sra. Müller, de Susana Toscano e Ismael Martínez.
- Cremona de Discépolo.
- El tigre y los dactilógrafos de Schisgal.
- Mataron a un taxista de M. Mambrú.
- Comedia negra de Shaffer.
- El taller del orfebre de Karol Wojtyla. Juan Pablo II.
- La ronda matrimonial de L. Steven.
- Los días felices de Puget.
- "La señorita Pepe "